# Minnette de Silva

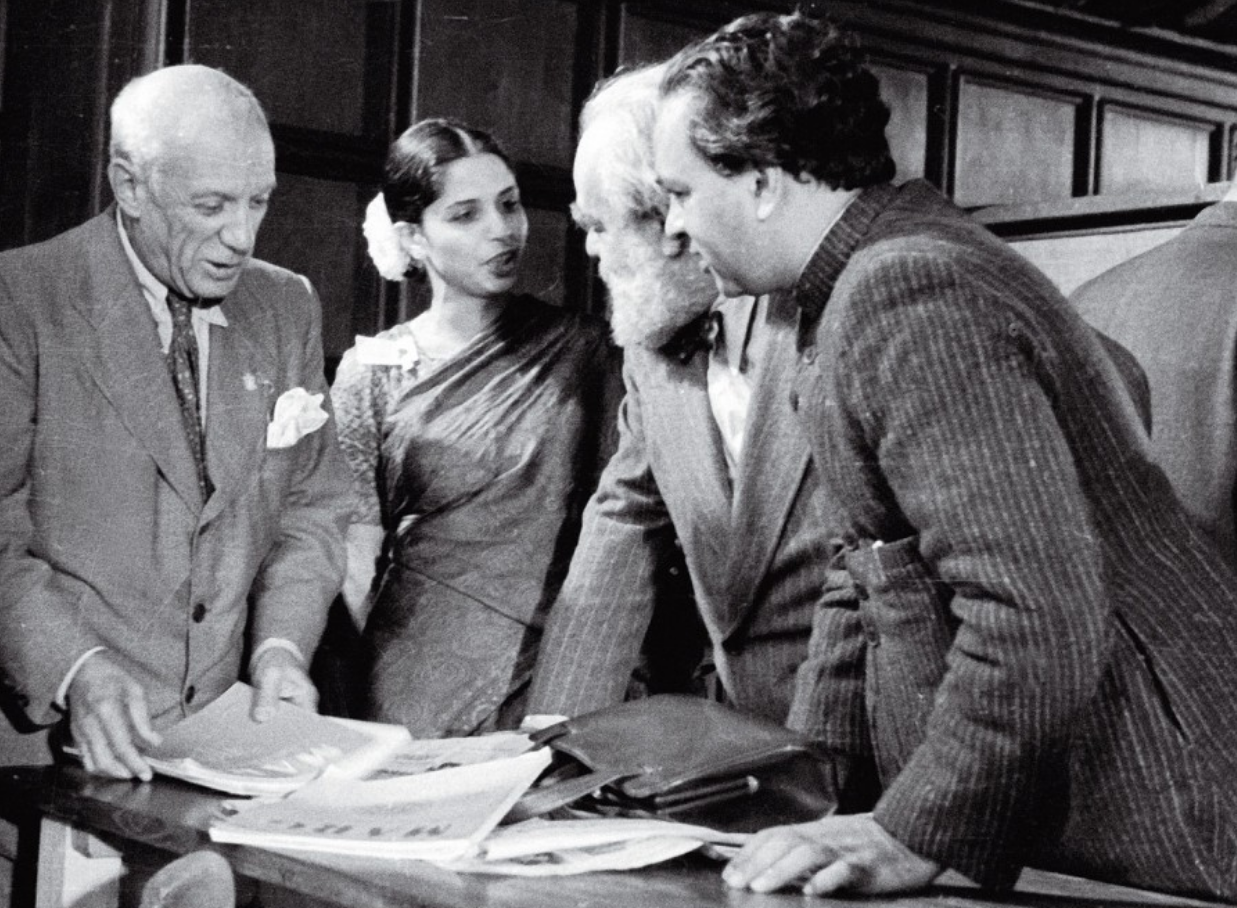
Minnette de Silva (2. v. l.) auf dem Weltkongress der Intellektuellen zur Verteidigung des Friedens in Breslau 1948, links neben ihr Pablo Picasso, rechts neben ihr Jo Davidson, ganz rechts Mulk Raj Anand

Minnette de Silva (* 1. Februar 1918 in Kandy, damals Britisch-Ceylon; † 24. November 1998 ebenda, Sri Lanka) war eine Architektin und Pionierin der tropischen Moderne in Sri Lanka. Sie war die erste sri-lankische Frau, die eine Ausbildung zur Architektin absolvierte, und die erste asiatische Frau, die 1948 als assoziiertes Mitglied in das Royal Institute of British Architects (RIBA) gewählt wurde.
In den Jahren nach dem Zweiten Weltkrieg war sie eine der wenigen Architektinnen, die ein eigenes Architekturbüro führte.

## Biografie

### Jugendzeit
Minnette de Silva wurde am 1. Februar 1918, zur Zeit der britischen Kolonialherrschaft in Kandy in eine Familie der lokalen Oberschicht geboren, die sich politisch für die Unabhängigkeit ihres Landes einsetzte. Ihre ältere Schwester Marcia (besser bekannt als Anil), wurde Kunsthistorikerin und Journalistin; einer ihrer Brüder, Frederick, war Botschafter Ceylons in Frankreich (1968–1971). Ihr Vater George E. de Silva war Rechtsanwalt, Singhalese und Buddhist, während ihre Mutter Agnes de Silva (geb. Nell) der kleinen Burgher-Minderheit angehörte und christlicher Konfession war.
George de Silva war als Abgeordneter in der Legislativversammlung von Ceylon tätig und zeitweilig Gesundheitsminister von Britisch-Ceylon von 1942 bis 1947. Die Mutter war eine frühe Verfechterin des Frauenwahlrechts (das in Ceylon tatsächlich schon 1931 eingeführt wurde – lange vor vielen europäischen Staaten). Durch ihre Mutter entwickelte Minnette ein starkes Interesse an sri-lankischem Kunsthandwerk, das sich in ihrer späteren Arbeit als Architektin widerspiegeln sollte.
Minnette und ihre Schwester Anil begleiteten 1928 ihre Eltern nach Europa, um in England an einer Konferenz über das allgemeine Wahlrecht und das Frauenwahlrecht teilzunehmen. Während dieses Europa-Aufenthalts wurde beschlossen, dass Minnette in England bleiben würde, um an der St. Mary’s School in Brighton zu studieren. Aber 1930 wurde Minnette aufgrund der Finanzkrise aus der Schule zurückgezogen und kehrte nach Ceylon zurück.
Der Kampf um die Unabhängigkeit gewann an Dynamik, und Minnettes Eltern waren aktiv daran beteiligt. Die politischen Aktivitäten der de Silvas ermöglichten es Minnette, viele indische Nationalisten dieser Zeit zu treffen. Jawaharlal Nehru zum Beispiel (der 1947 der erste Premierminister des unabhängigen Indiens wurde) besuchte sie 1931.
Gleichzeitig war Silvas Familie auch mit der künstlerischen Avantgarde Ceylons verbunden. Minnette freundete sich mit dem Maler George Keyt an, den sie über den Cousin ihrer Mutter, den Fotografen Lionel Wendt, kennenlernte. Minnettes Appetit auf die Kunst war unermüdlich. In ihrer Autobiografie beschreibt sie ihre Eskapaden als Teenager mit ihrer Schwester Anil in der Welt des Theaters und der Kunst.

### Erziehung in Indien
Nach ihren späteren autobiografischen Berichten interessierte sie sich seit ihrer Kindheit für Architektur. Nachdem sie kurz für einen Architekten in Colombo gearbeitet hatte, bat sie ihre Eltern, ihr den Besuch einer privaten Architekturschule in Bombay zu ermöglichen. Ihr Vater lehnte ihren Wunsch ab, aber ihre Mutter und ihr Onkel unterstützten sie moralisch und finanziell. Minnette de Silva ging 1938 zum Studium nach Bombay.
Nach einer Lehrzeit in einem Architekturbüro sowie Kursen an einer privaten Architekturakademie unter der Leitung von G. B. Mhatre wurde Minnette de Silva an der staatlichen Schule für Architektur aufgenommen. Jedoch wurde sie wegen der Teilnahme an einem Studentenstreik nach Gandhis Verhaftung während der „Quit-India-Bewegung“ ausgeschlossen.
1942 kehrte Minnette de Silva aufgrund des Krieges im Indischen Ozean nach der Schlacht um Singapur nach Ceylon zurück. Schon bald nach ihrer Rückkehr nach Indien arbeitete sie mit Otto Königsberger zusammen, einer wichtigen Persönlichkeit der modernen Geschichte der indischen Architektur. Der deutsche Flüchtling Königsberger wurde zum Architekten für den Staat Mysore (heute Karnataka) ernannt. Sie arbeitete mit Königsberger am Projekt Jamshedpur (TataNagar), einer für das Stahlwerk Tata geplanten Stadt.
1945 beteiligten sich Minnette de Silva und ihre Schwester Anil an der Gründung der Modern Architectural Research Group (MARG), einer Gruppe von Architekten, Künstlern und Kritikern aus Bombay, die sich den Ideen der Moderne widmen. Die erste Ausgabe der Gruppenzeitschrift Mārg – das heißt Weg auf Hindi oder Urdu – erschien 1946.

### Studien in London
Während der Frühjahrsferien von 1945 kehrte Minnette de Silva in ihr Land zurück. Dort traf sie Lord Soulbury in Ceylon, der sie an das Royal Institute of British Architects (RIBA) empfahl. Dies ermöglichte ihr im Herbst 1945 ein Studium an der Architectural Association (AA School of Architecture) in London zu beginnen. Mit ihrer asiatischen Schönheit und der Verwendung von bunten Saris erzeugt sie einen beachtlichen Eindruck. In der englischen Hauptstadt erhielt Minnette de Silva eine modernistische Architekturausbildung, die sie im Laufe ihrer Karriere absolvieren würde.
Im Winter 1946 unternahm Minnette de Silva eine Reise auf den europäischen Kontinent, wo sie Le Corbusier kennenlernte, mit dem sie eine dauerhafte Beziehung aufbauen wollte. Le Corbusier gab ihr den Spitznamen „kleiner Inselvogel“. In ihrer Autobiografie schreibt sie, dass es die erste Begegnung des berühmten französisch-schweizerischen Architekten mit Indien war, einige Jahre vor seiner Arbeit an der neuen Stadt Chandigarh (Punjab).

### Beteiligung in CIAM
Noch während ihres Studiums an der AA nahm Minnette de Silva an der ersten Nachkriegsversammlung des Internationalen Kongresses Moderner Architektur (CIAM) teil. Das Treffen fand 1947 in Bridgwater, England, statt. Minnette de Silva war die selbsternannte Vertreterin von Ceylon und Indien. Sie präsentierte die Arbeit der MARG und die ersten Ausgaben des inzwischen berühmten indischen Kunstmagazins gleichen Namens. Bis 1956 blieb sie in der CIAM, immer als Delegierte aus Ceylon und Indien. Dort war sie die Verbindungsstelle zwischen der MARG und der CIAM.
Minnette de Silva schloss 1948 ihr Studium bei AA ab und war die erste asiatische Frau, die assoziiertes Mitglied von RIBA wurde. Ihr Vater forderte sie dann auf, ins neu gegründete Ceylon zurückzukehren. Vor ihrer Rückkehr besuchte und sprach sie den Weltkongress der Intellektuellen für den Frieden im August 1948 in Breslau, wo sie von ihrem Vater und dem indischen Schriftsteller Mulk Raj Anand, Chefredakteur von Mārg, begleitet wurde.

### Architekturbüro in Kandy
1949 zog Minnette de Silva nach St. George’s, dem Haus ihrer Eltern in Kandy, wo sie ihr Architekturbüro gründete. Sie entschied sich dafür, selbstständig zu arbeiten und nicht als Angestellte. Sie beschrieb ihre schwierige Situation:
Nach meiner Rückkehr nach Ceylon wurde mir das Problem, die erste und einzige Architektin zu sein, klar. Ich arbeitete unabhängig, nicht mit einem männlichen Partner oder einer etablierten Firma. Ich musste das Misstrauen gegenüber Auftragnehmern, Unternehmen, der Regierung und den Mäzenen der Architektur überwinden, denn bis zu meinem Auftritt auf der Szene war es ein völlig männlich dominierter Sektor gewesen.
De Silva ist von der Arbeit ihres Freundes Le Corbusier inspiriert, aber viel mehr im Einklang mit einheimischen Gebäudemodellen. Sie erkennt die Grenzen des Kopierens von Europa oder des Vortäuschens, dass sich nichts geändert hat:
Unsere gemeinschaftlichen und sozialen Bedürfnisse sollten regionalen Ausdruck in Stadtplänen, Wohnungsbauplänen und öffentlichen Gebäuden finden. Was so oft passiert, ist, dass wir geschlossene die geschlossenen westlichen Gebäudetypen ziemlich kopieren, die für unsere Region ungeeignet sind, oder die traditionelle Architektur in einer ebenso ungeeigneten Weise anpassen.
 Sie demonstrierte ihre Prinzipien in einer Reihe von Wohnprojekten. Ihr erstes Werk war das Karunaratne-Haus in Kandy (1947–1951). Sie schrieb eine Rezension davon 1953 in der Zeitschrift Mārg. Für dieses Projekt verwendete sie einen modernen Baustil: Betonsäulen, Fachwerkträger und Glasbausteine. Sie verwendete auch traditionellere Materialien wie Ziegel und Holz, wobei sie lokale Handwerkskunst – Lack, Weberei, Terrakottafliesen – sowie Werke sri-lankischer Künstler berücksichtigte. Sie nannte diese Architektur „überregional“, weil sie bewegliche Paneele aus der traditionellen japanischen Architektur hinzufügte, um die inneren Trennwände herzustellen. Sie suchte eine enge Beziehung zwischen dem Inneren und dem Äußeren und ließ die reiche Natur der Umgebung in das Haus eindringen. Sie schrieb:
In unserer Tradition hat es immer eine starke und symbiotische Beziehung zwischen Architektur und Umwelt gegeben. Kein Gebäude kann ohne dieses Bewusstsein für Landschaft und Architektur konzipiert oder vollendet werden.
 Darüber hinaus betonte de Silva von Beginn ihrer Karriere an, wie wichtig es sei, die reiche lokale Tradition des Kunsthandwerks in ihre Gebäude zu integrieren. Sie engagierte sich für die Beauftragung lokaler Töpfer, Fliesenleger und Künstler. Sie lernte selbst das Weben, um Handwerker in der Herstellung von gewebten Platten zur Raumaufteilung und Deckenabdeckung auszubilden.
Nach dem Tod ihres Vaters im Jahr 1950 machte Minnette de Silva im Dezember einen kurzen Besuch in Europa, wo sie ein verständnisvolleres Umfeld für ihre Arbeit vorfand. Sie verbrachte Zeit mit Le Corbusier und traf in Paris viele indische Künstler der Moderne. Zu dieser Zeit lebte ihre Schwester Anil im 15. Arrondissement. Minnette de Silva nahm auch an der Triennale von Mailand 1951 teil.
Zurück in Ceylon begann sie wieder mit dem Bau von Häusern. Zu ihren bemerkenswertesten Projekten gehören Pieris House (1952), Asoka Amarasinghe House (1954) und die Coomaraswamy Doppelhäuser (1970) in Colombo.
Minnette de Silva beschäftigte vor Ort ausgebildete Techniker, ihr Team überstieg selten sechs Personen. Im Jahr 1956 kam ein junger englischer Architekt, Michael Blee, zu ihr, der im folgenden Jahr durch den jungen dänischen Architekten Ulrik Plesner ersetzt wurde. Plesner arbeitete mit ihr während des gesamten Jahres 1958 zusammen, bis er eine Einladung zur Arbeit mit Geoffrey Bawa in Colombo annahm, gelangweilt vom Provinzleben und der Tatsache, dass Minnette de Silva ihm kein regelmäßiges Gehalt zahlte.
Minnette de Silva interessierte sich auch für sozialen Wohnungsbau, für den sie einen Artikel mit dem Titel Cost Effective Housing Studies (1954–1955) schrieb. Im Mehrfamilienhaus Senanayake (1954–1957) in Colombo nutzte sie Corbusier-Wohnungen, Pfähle und ein Flachdach. Um die Luftzirkulation zu optimieren, wurden jedoch mehrere Ebenen, Midula (Innenhof) und Treppenhäuser in der Mitte des Plans verwendet.
Minnette de Silva war in den 50er Jahren auf dem Höhepunkt ihrer Karriere. Nach dem Tod ihrer Mutter im Jahr 1962 hatte sie einige gesundheitliche Probleme. In den 1960er Jahren reiste sie erneut und verbrachte längere Zeit im Ausland. Ironischerweise begann ihre Karriere genau zu Beginn der Karriere des Architekten Geoffrey Bawa nachzulassen.

### Lehrerin in Hongkong
1973 schloss Minnette de Silva ihr Büro und zog nach London. Sie schrieb den südasiatischen Teil einer neuen Ausgabe von Banister Fletchers bahnbrechendem Buch „A History of Architecture“. Dies öffnete die Türen zur Universität von Hongkong, wo sie von 1975 bis 1979 als Dozentin für Architekturgeschichte tätig war.

### Kunstzentrum Kandy

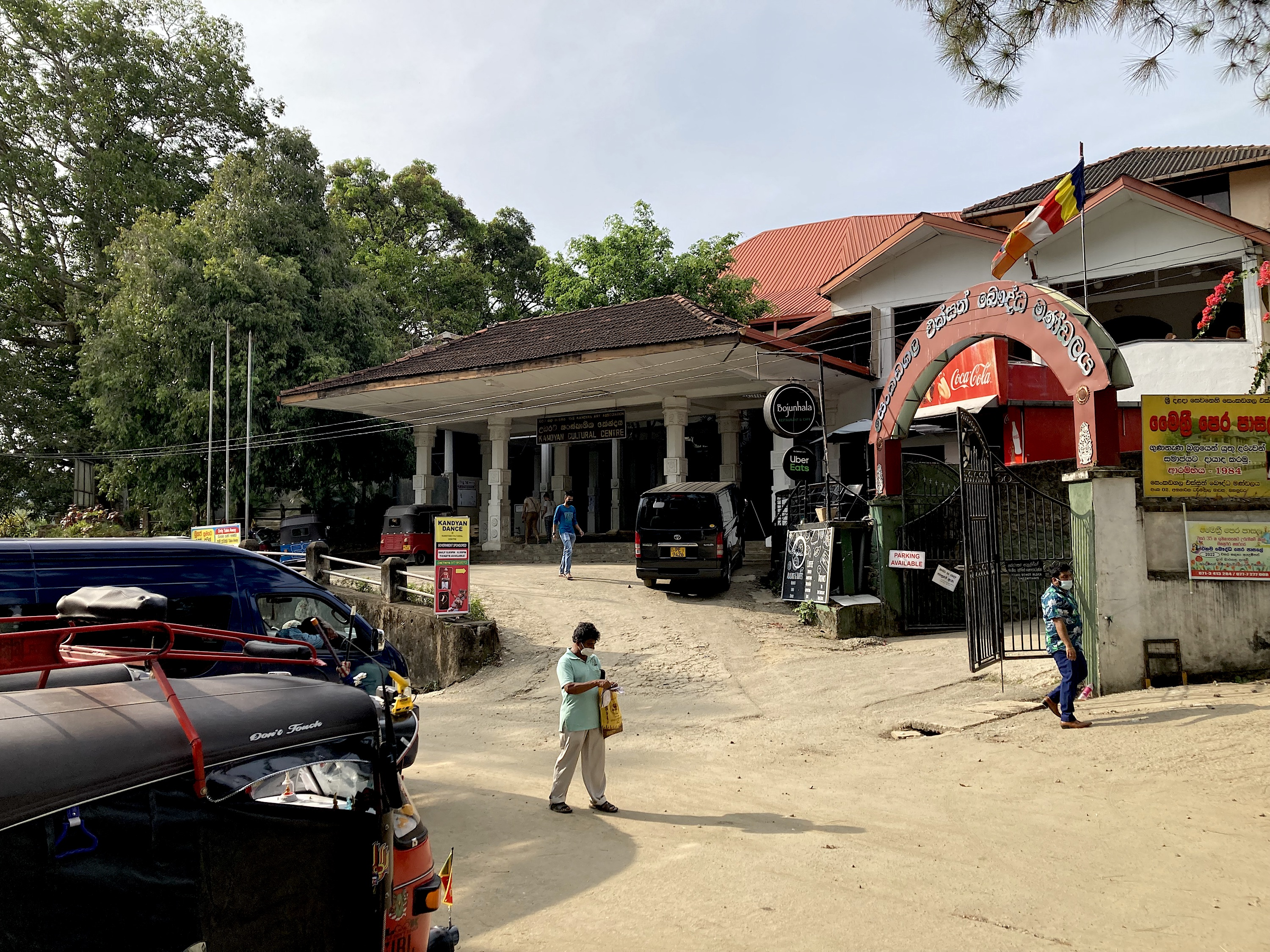
Eingang zum Kulturzentrum von Minette de Silva

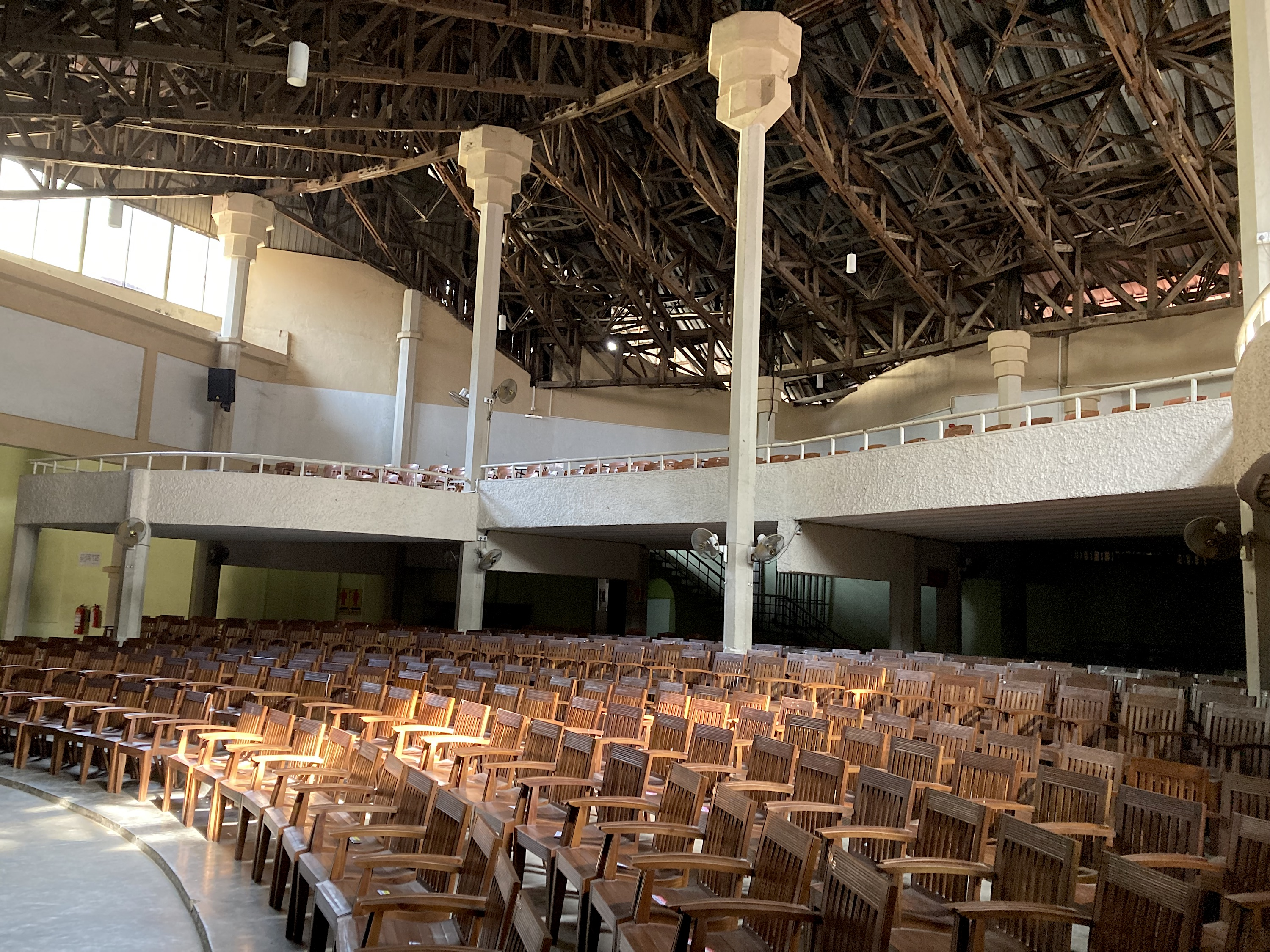
Auditorium des Kulturzentrums

Als Minnette de Silva 1979 nach Kandy zurückkehrte, versuchte sie, ihr früheres Architekturbüro wiederzubeleben. 1982 wurde sie mit dem Entwurf eines Kunstzentrums für die Kandy Arts Association an einem Ort mit Blick auf den Kandy Lake in der Nähe des Zahntempels beauftragt. Minnette de Silva wollte, dass das Kunstzentrum eine lebendige Illustration der zeitgenössischen kandyanischen Architektur wird. Dieser Komplex, offen und gut in das Gelände integriert, umfasst ein Auditorium, ein Restaurant, ein Foyer mit Galerien und Workshops. Ziegeldächer auf Stelzen sind häufig in der allgemeinen Konstruktion zu finden.

### Letzte Jahre
Seit den 1990er Jahren arbeitete Minnette de Silva an ihren Memoiren, Life and Work of an Asian Woman Architect (1998). Das Buch ist ein autobiographisches Album sowie eine Zusammenfassung ihres beruflichen Werdegangs, eine Architekturmonographie und eine Amateurgeschichte Sri Lankas.
Nach einem Sturz und anschließenden Komplikationen starb Minnette de Silva am 24. November 1998, allein und vergessen im Kandy Hospital, wenige Wochen vor der Veröffentlichung des ersten Bandes ihrer Autobiographie.